# Derek Luke
Derek Luke (sinh ngày 24 tháng 4 năm 1974) là một nam diễn viên người Mỹ.

## Danh sách phim

### Điện ảnh
| Năm  | Tên phim                                  | Vai diễn                     | Ghi chú |
| ---- | ----------------------------------------- | ---------------------------- | ------- |
| 2002 | Antwone Fisher                            | Antwone "Fish" Fisher        |         |
| 2003 | Pieces of April                           | Bobby                        |         |
| 2003 | Biker Boyz                                | Kid                          |         |
| 2004 | Spartan                                   | Curtis                       |         |
| 2004 | Friday Night Lights                       | Boobie Miles                 |         |
| 2006 | Glory Road                                | Bobby Joe Hill               |         |
| 2006 | Catch a Fire                              | Patrick Chamusso             |         |
| 2007 | Lions for Lambs                           | Arian Finch                  |         |
| 2008 | Definitely, Maybe                         | Russell T. McCormack         |         |
| 2008 | Miracle at St. Anna                       | 2nd Staff Sgt. Aubrey Stamps |         |
| 2009 | Notorious                                 | Sean "Puffy" Combs           |         |
| 2009 | Madea Goes to Jail                        | Joshua Hardaway              |         |
| 2011 | Captain America: The First Avenger        | Gabe Jones                   |         |
| 2012 | Seeking a Friend for the End of the World | Alan Speck                   |         |
| 2012 | Sparkle                                   | Stix                         |         |
| 2013 | Baggage Claim                             | William Wright               |         |
| 2014 | Alex of Venice                            | Frank                        |         |
| 2014 | Supremacy                                 | Raymond                      |         |
| 2014 | Sight Unseen                              | —                            |         |
| 2015 | Self/less                                 | Anton                        |         |

### Truyền hình
| Năm  | Tên phim           | Vai diễn     | Ghi chú |
| ---- | ------------------ | ------------ | ------- |
| 2019 | The Purge season 2 | Marcus Moore |         |